# Ambohimandroso (Haute Matsiatra)
Ambohimandroso – gmina (kaominina) na Madagaskarze, w regionie Haute Matsiatra, w dystrykcie Ambalavao. W 2001 roku zamieszkana była przez 12 036 osób. Siedzibę administracyjną stanowi Ambohimandroso. Jest jedną z 17 gmin dystryktu.
Na obszarze gminy funkcjonują m.in. szkoła pierwszego stopnia oraz szkoła drugiego stopnia pierwszego cyklu. 95% mieszkańców trudni się rolnictwem, 5% pracuje w usługach. Produktami o największym znaczeniu dla lokalnej gospodarki są ryż oraz tytoń.
Przed wprowadzeniem nowego podziału administracyjnego Madagaskaru w 2007 r. gmina znajdowała się w prowincji Fianarantsoa.
Gmina położona jest w strefie czasowej UTC+03:00.